# Testudinalia
Testudinalia is een geslacht van weekdieren uit de klasse van de Gastropoda (slakken).

## Soort
- Testudinalia testudinalis (O. F. Müller, 1776)